# Gualganus Ridelle
Pour les articles homonymes, voir Gauvain (homonymie).
Gauvain Ridelle ou Gauvain Ridel (en latin : Gualganus Ridellus ; en italien : Gualgano Ridello), est un seigneur italo-normand de la fin du XIe siècle et du début de XIIe siècle, seigneur ou comte de Pontecorvo et duc de Gaète.

## Biographie
Gauvain Ridelle est le petit-fils de Godefroi Ridelle, premier duc normand de Gaète, et le fils et successeur de Renaud Ridelle. Son prénom, inconnu dans l'Italie du XIe siècle, est le nom de l'un des chevaliers de la Table ronde.
Peu après la mort du prince Jourdain Ier de Capoue, suzerain de Gaète, les Capouans et les Gaétans se révoltent contre la domination normande : le successeur de Jourdain, le prince Richard II, est contraint d'abandonner Capoue pour le fief familial d'Aversa, tandis que le duc Renaud Ridelle doit fuir Gaète pour Pontecorvo, fief de la famille Ridelle. Gauvain est semble-t-il encore mineur lorsque son père meurt au début des années 1090.
En 1092 ou 1093, un homme d'obscure origine, Landolf, est installé comme duc à Gaète, et Gauvain continuera à revendiquer le duché depuis son château de Pontecorvo où il s'était replié.
Peu avant 1100, Gauvain épousa la fille du comte Ranulf de Caiazzo (en).
En novembre 1103, un Normand nommé Guillaume de Blosseville est mentionné dans les actes comme duc de Gaète. Selon Herbert Bloch, Gauvain serait mort vers 1103 après avoir été évincé de Gaète par Guillaume de Blosseville.